# Diana Bar
O Diana Bar é uma biblioteca pública de praia na Póvoa de Varzim controlada pela Câmara Municipal da Póvoa de Varzim como um pólo da Biblioteca Municipal Rocha Peixoto. O Diana Bar destaca-se por ser um antigo café de tertúlias de personalidade relevantes na cultura portuguesa e pela sua arquitectura vanguardista para os anos 30.
O Diana Bar também serve de galeria de exposições e é, frequentemente, usada para lançamentos de livros, inclui serviço de bar e internet. O edifício do Diana Bar encontra-se no areal e encabeça a Avenida Mousinho de Albuquerque, entre o Passeio Alegre e a Avenida dos Banhos, logo na zona balnear tradicional da Póvoa de Varzim, apesar das transformações que esta zona da cidade sofreu. A biblioteca é bastante popular, devido à vista para a Praia Redonda, antiga Praia de Banhos. No verão recebe mais de 800 visitantes por dia. O programa de arte Câmara Clara da televisão pública portuguesa (RTP) transmitiu a partir do Diana Bar durante o Correntes d'Escritas de 2006, encontro de escritores do mundo de expressão ibérica que tem lugar anualmente na Póvoa de Varzim, do qual o Diana Bar é um dos principais palcos.
O edifício rosado do Diana Bar tem uma concepção arquitectónica em forma de ovo, com grandes janelas e um interior largo. Possuiu uma varanda interior que funciona como um segundo piso, circundando todo o edifício. O chão imita a calçada portuguesa desenhada em anéis concêntricos.

## História
O Diana Bar foi construído na praia entre 1938 e 1939 e inaugurado a 7 de julho de 1940. Foi concebido pelo reputado arquiteto modernista Delfim Amorim, antes de emigrar para o Recife, Brasil. Devido à sua natureza selecta, rapidamente se tornou num ponto de encontro para escritores e intelectuais de várias cidades. A personalidade mais ligada ao Diana Bar foi José Régio, que ali escreveu parte da sua obra, e ainda hoje, a mesa e cadeira usadas por ele se encontram no mesmo local, junto a um retrato do escritor. No Diana Bar, Agustina Bessa-Luís convivia regularmente com José Régio, quando esta residia em Esposende, e ele em Vila do Conde. Agustina passara a sua adolescência na Póvoa de Varzim, uma cidade que a escritora descrevia como sendo um "lugar mágico no princípio da minha adolescência".
Com a morte do fundador, o edifício entrou em decadência durante vários anos. Em Novembro de 2001, a Câmara Municipal da Póvoa de Varzim comprou e restaurou o edifício. No Verão de 2002, o Diana Bar encontrava-se pronto para reabrir como uma biblioteca de praia para o público geral, inicialmente apenas nos meses de Verão, mas devido à sua popularidade passou a oferecer os seus serviços durante todo o ano.